# Lucili Bas
Lucili Bas (en llatí Lucilius Bassus) va ser un militar romà, comandant d'un esquadró de cavalleria, i almirall.
Va ser nomenat per Vitel·li com a almirall de la flota de Ravenna i Misenum (70 aC) però ell volia el comandament dels pretorians, i desenganyat es va passar a Vespasià. Després de la mort de Vitel·li va ser enviat a reprimir alguns disturbis a la Campània.
Lucili Bas participar en la Primera Revolta Jueva, com a comandant de la Legió X Fretensis, i va assaltar i destruir les fortaleses jueves de Herodium i Machaerus (72) i inicià el setge de la fortalesa de Masada, quan inesperadament es va posar malalt i va morir l'any (73 o 74). Va ser substituït en el comandament de la X Legió per Luci Flavi Silva.